# John Cornwell (escritor)
John Cornwell (East Ham, 21 de mayo de 1940) es un periodista, escritor y académico británico. Es conocido por su trabajo como periodista de investigación, biógrafo y divulgador científico. Además de libros sobre la relación entre ciencia, ética y humanidades, Cornwell ha escrito extensamente acerca de la Iglesia católica y el papado moderno, un tema con el que ha suscitado frecuentes controversias.
Dirigió desde 1990 el Proyecto Ciencia y Dimensión Humana en el Jesus College (Cambridge), donde además fundó y dirigió hasta 2017 las Conferencias Rustat. Es fellow de la Royal Society of Literature y ha recibido un Doctorado Honorario en Letras por la Universidad de Leicester en 2011. Fue nominado al Premio PEN/Ackerley en 2007 por su libro de memorias Seminary Boy y preseleccionado como Periodista Especializado del Año (ciencia, medicina para Sunday Times Magazine) en los British Press Awards de 2006. Recibió en 2005 el Scientific and Medical Network Book of the Year Award por su libro Los científicos de Hitler, y en 1994 el Independent Television Authority-Tablet Award por sus contribuciones al periodismo religioso. En 1982 ganó el Gold Dagger Award (no ficción) por Earth to Earth.

## Primeros años
John Cornwell nació en el distrito de East Ham (Londres), hijo de Sidney Arthur Cornwell y Kathleen Egan Cornwell. Educado en el catolicismo, ingresó en el Cotton College en 1953 para recibir formación sacerdotal. Posteriormente escribiría una autobiografía de sus cinco años en Cotton. En 1958 prosiguió su formación en el seminario Oscott College, ubicado en Sutton Coldfield.
Cornwell estudió Lengua y Literatura Inglesa en Saint Benet's Hall (Oxford), y su tutor en Exeter College fue Jonathan Wordsworth. Se graduó en 1964, y cursó estudios de posgrado en el Christ's College de Cambridge.
Posteriormente, Cornwell dio clases en colegios del East London hasta obtener puesto de profesor fellow de inglés y filosofía en la Universidad McMaster de Ontario. De 1970 a 1976 ejerció de periodista freelance, principalmente para The Guardian y The Observer Magazine, con estancias en Italia y Latinoamérica como corresponsal extranjero: en 1973 desde Buenos Aires, y en 1975 desde Santiago de Chile y Buenos Aires. Entre 1976 y 1988 formó parte de la redacción de The Observer, primero en la sección internacional y más tarde como editor y administrador de The Observer Foreign News Service, encargado de la transformación desde la copia impresa a la difusión mundial por cable de alta velocidad. En 1982 fue nombrado editor de Nuevos Medios, encargado del desarrollo de siete unidades paralelas de negocio como fueron la creación junto a Prestel del primer periódico electrónico interactivo del Reino Unido, proyectos conjuntos de edición de libros y recursos educativos. Fue delegado por The Observer en el International Press Institute de 1978 a 1988, e investigador y ponente en el Twentieth Century Fund Task Force reunido en Nueva York y Oxford en 1978-79 para abordar las tensiones entre las empresas de comunicación independientes de Occidente y las organizaciones de medios gubernamentales: Cornwell publicó sus análisis y conclusiones en Free and Balanced Flow (1979).
Sus dos primeros libros fueron las novelas The Spoiled Priest y Seven Other Demons. Dos décadas más tarde publicó una tercera novela, Strange Gods. En 1973 publicó una biografía crítica de Samuel Taylor Coleridge titulada Coleridge, Poet and Revolutionary, 1772–1804.
En 1982 publicó Earth to Earth, un relato sobre la tragedia de una familia de granjeros de Winkleigh (condado de Devon), por el cual recibió el Gold Dagger Award de no ficción.

## Como un ladrón en la noche
En su libro de 1989 Como un ladrón en la noche (A Thief in the Night) investigó la muerte en 1978 del papa Juan Pablo I, que estuvo rodeada de teorías conspirativas. A pesar de que Cornwell criticó duramente a la curia vaticana, concluyó que el papa no había sido asesinado sino que falleció de una embolia pulmonar posiblemente provocada por exceso de trabajo y negligencia.

## El papa de Hitler
En 1999, Cornwell publicó El papa de Hitler (Hitler's Pope), donde acusaba al papa Pío XII de participar en la legitimación del régimen nazi en Alemania mediante la consecución de un concordato en 1933 y su silencio —al igual que el de los aliados— acerca del Holocausto una vez que se conoció públicamente su existencia a finales de 1942 y principios de 1943. Owen Chadwick elogió el enfoque académico del libro y la cantidad de información inédita que Cornwell había sido capaz de sacar a la luz.
En 2004, Cornwell afirmó que Pío XII «tenía tan escaso margen de acción que resulta imposible juzgar las razones de su silencio durante la guerra, cuando Roma se encontraba bajo el dominio de Mussolini y posteriormente ocupada por los alemanes... Pero incluso si sus engaños y silencios fueron perpetrados con la mejor de las intenciones, durante la posguerra tenía la obligación de explicar tales actuaciones». También declaró en 2008 que «el margen de maniobra [de Pío XII] tenía serias limitaciones», pero «de todos modos, debido a su lenguaje ineficaz y diplomático respecto a los nazis y los judíos, sigo pensando que le correspondía haber explicado tras la guerra por qué cometió el error de no hablar claro. Y nunca lo hizo». Debe señalarse que Cornwell se vio obligado a responder a las críticas que diversos académicos hicieron sobre sus investigaciones y conclusiones respecto a la actitud de Pío XII durante la guerra.
Posteriormente, en diversos programas y artículos, Cornwell ha insistido en que el principal fallo de Pacelli (como cardenal secretario de Estado) respecto al Reichskonkordat de 1933 fue el de actuar como compañero de ruta del nazismo, aceptando beneficios de Hitler en representación de Pío XII y de la Iglesia, mientras que él mismo se distanciaba visiblemente de la ideología nazi —todo lo cual escandalizó a la juventud, desmoralizó a la oposición y otorgó legitimidad a Hitler ante los ojos del mundo.
En 2003 amplió la temática tratada en El papa de Hitler, con la publicación de Los científicos de Hitler (Hitler's Scientists).

## A Pontiff in Winter
Cornwell publicó en 2004 A Pontiff in Winter (en español: «Un pontífice en invierno»), una obra crítica con el papa Juan Pablo II. El ensayo recibió reseñas abiertamente dispares. James Carroll escribió en The Washington Post que el libro «disecciona el legado del pontificado de Juan Pablo II de modo informado, desapasionado y plenamente convincente». Stephen Bates afirmó en The Guardian: «John Cornwell ha realizado un informe devastador. Los católicos deberían leerlo, si no para modificar sus puntos de vista —y quizás deberían hacerlo—, sí para estar al menos mejor informados».

## Newman's Unquiet Grave: The Reluctant Saint
Publicada en 2010 por la editorial Continuum, esta biografía del cardenal John Henry Newman coincidió con la aparición de un renovado interés acerca de este teólogo y líder religioso del siglo XIX a raíz de su beatificación por el papa Benedicto XVI durante la visita de éste a Inglaterra y Escocia. El filósofo Anthony Kenny escribió en The Times Literary Supplement que «Newman's Unquiet Grave representa un logro sustancial [...] John Cornwell ha llevado a cabo la tarea de elaborar una vida de Newman con el fin de hacer inteligible su vida para el amplio público secular, el cual verá dentro de pocas semanas por televisión su ceremonia de beatificación. Para ello, ha seguido una via media entre la hagiografía de un Meriol Trevor y la mofa de un Lytton Strachey, y ha completado una biografía que resulta leíble, simpática y juiciosa... En suma, ha conseguido construir una imagen vívida de la personalidad de Newman».

## Ciencia, Ética y Humanidades
Como research fellow y director del Proyecto Ciencia y Dimensión Humana del Jesus College (Cambridge), Cornwell ha reunido a diversos científicos, filósofos, éticos, escritores y periodistas para debatir y confrontar un amplio abanico de temas. De entre sus libros dentro del campo de conocimiento público de la ciencia, destacan Nature's Imagination, Consciousness and Human Identity y Explanations, todos publicados por Oxford University Press. Su labor periodística en esta área ha sido divulgada por distintos medios, como el Financial Times, Sunday Times Magazine, The Observer, New Statesman, New Scientist, Nature, Prospect, Times Literary Supplement, The Tablet, Brain, New Scientist, The Guardian y The Times. Sus contribuciones en diversas emisiones de la BBC, particularmente acerca de cultura, ciencia y religión, abarcan la participación en programas como Hard Talk, Choice, Start the Week, The Moral Maze, Today (incluido un debate junto a Richard Dawkins), Beyond Belief (sobre la colección de conferencias de John Henry Newman bajo el título de The Idea of a University), Thought for the Day (con motivo del cumpleaños de Charles Darwin), Sunday y varios programas del Servicio Mundial de la BBC.

## Conferencias Rustat
Dirigió, entre 2009 y 2017, las conocidas como Conferencias Rustat con sede en el Jesus College (Cambridge). Este proyecto reunía a académicos con políticos, profesionales de los negocios y los medios de comunicación, así como con educadores, con el fin de discutir temas cotidianos de interés en un formato de mesa redonda. Los primeros dos encuentros de 2009 trataron sobre la crisis económica global y el futuro de la democracia. El tema de la tercera reunión fue sobre infraestructuras y el futuro de la sociedad — infraestructuras para la seguridad energética, ciudades del futuro y el agua.

## Obras
- The Spoiled Priest (1969)
- Seven Other Demons (1971)
- Coleridge, Poet and Revolutionary, 1772–1804: A Critical Biography (1973)
- Free and Balanced (1979)
- Earth to Earth: A True Story of the Lives and Violent Deaths of a Devon Farming Family (1982)
- A Thief in the Night: The Mysterious Death of Pope John Paul I (1989) ISBN 9780141001838
  - Trad. español: Como un ladrón en la noche: La muerte del Papa Juan Pablo I (Aguilar, 1989) ISBN 9788403590595
- Powers of Darkness, Powers of Light (también publicado como The Hiding Places of God) (1991)
- Strange Gods (1993)
- Nature's Imagination: The Frontiers of Scientific Vision (editor) (1995)
- The Power to Harm: Mind, Medicine, and Murder on Trial (1996)
- Consciousness and Human Identity (editor) (1998)
- Hitler's Pope: The Secret History of Pius XII (1999) ISBN 9780670876204
  - Trad. español: El papa de Hitler: La verdadera historia de Pío XII (Planeta, 1999) ISBN 9788408034179
- Breaking Faith: The Pope, the People and the Fate of Catholicism (2001) ISBN 9780141004631
- Hitler's Scientists: Science, War, and the Devil's Pact (2003) ISBN 9780670030750
  - Trad. español: Los científicos de Hitler: Ciencia, guerra y el pacto con el diablo (Paidós, 2005) ISBN 9788449316920
- Explanations: Styles of Explanation in Science (editor) (2004)
- The Pontiff in Winter (2004) ISBN 9780739318478
- Seminary Boy (2006) ISBN 9780385514866
- Darwin's Angel (2007)
- Philosophers and God: At the Frontiers of Faith and Reason (co-editor with Michael McGhee) (2009)
- Newman's Unquiet Grave: The Reluctant Saint (2010)
- Meditations of Samuel Taylor Coleridge  (editor) (2012)
- The Dark Box: A Secret History of Confession (2014)
- Church, Interrupted: Havoc & Hope: The Tender Revolt of Pope Francis (2021)